# Calliostoma maurolici
Calliostoma maurolici is een slakkensoort uit de familie van de Calliostomatidae. De wetenschappelijke naam van de soort is voor het eerst geldig gepubliceerd in 1876 door G. Seguenza als Trochus (Zizyphinus) maurolici.